# Tomasz Lach
Tomasz „Tomson” Lach (ur. 13 lipca 1983 w Elblągu) – polski wokalista, autor tekstów i beatboxer. Członek zespołu Afromental. Członek Akademii Fonograficznej ZPAV.

## Młodość
Urodził się i wychował w Elblągu, gdzie ukończył Zespół Państwowych Szkół Muzycznych im. Kazimierza Wiłkomirskiego. W wieku dwudziestu lat wyjechał do Olsztyna, by studiować prawo na Uniwersytecie Warmińsko-Mazurskim.

## Kariera muzyczna

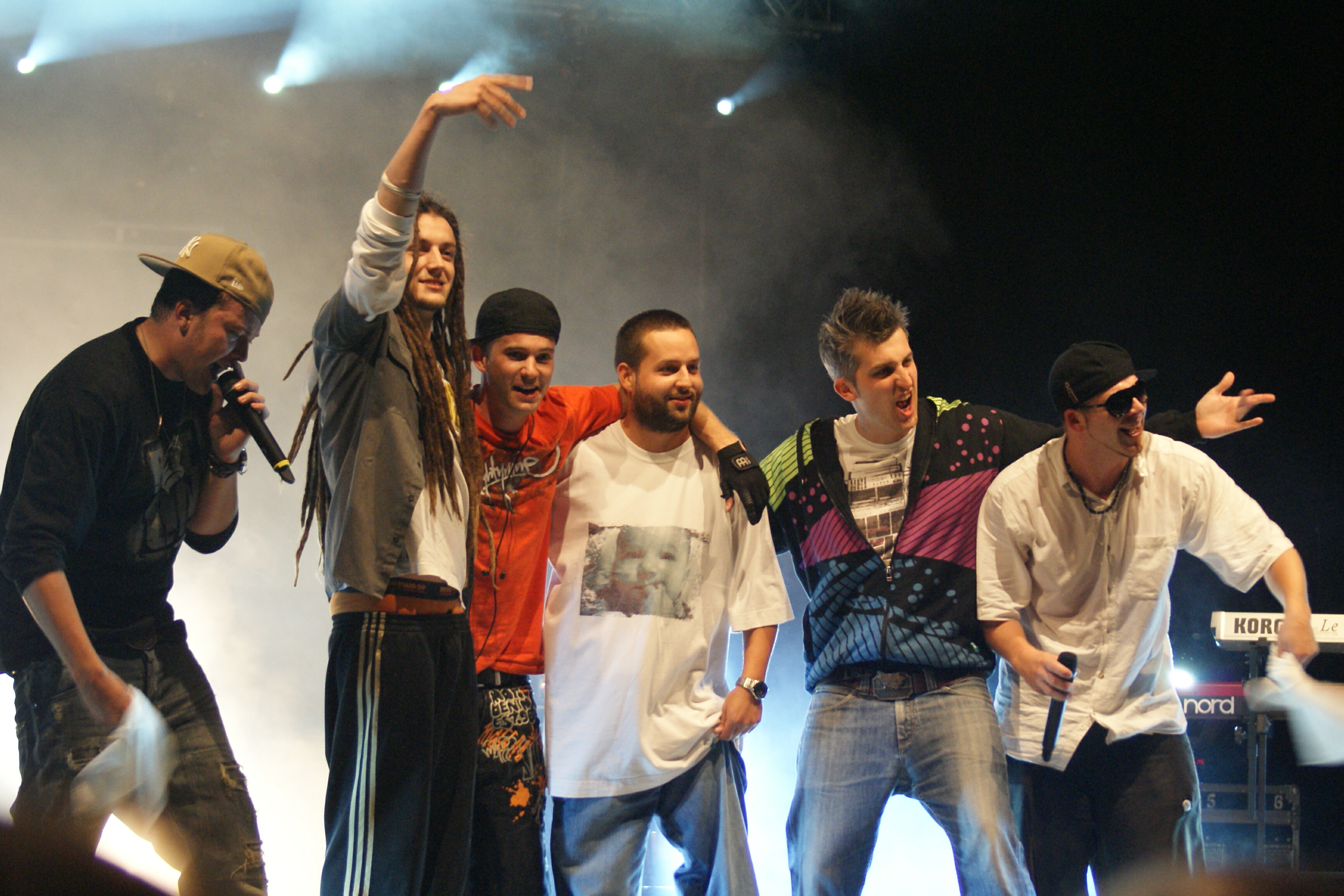
Koncert zespołu Afromental. 29 września 2009 r.

Jest zdobywcą pierwszej nagrody w Festiwalu Muzyki BigBeatowej w Żarach. Uczestniczył w czwartej polskiej edycji Idola.
Współpracował z takimi artystami, jak m.in. VNM, Ten Typ Mes, Endefis czy EastWest Rockers.
W 2004 wraz z Wojciechem Łozowskim założył zespół Afromental. Debiutowali występem na I Przeglądzie Młodych Kapel Gazety Olsztyńskiej. Za interpretację utworu „Bananowy Song” grupy Vox dotarli do „Złotej dziesiątki” Festiwalu Muzyki Młodzieżowej Gama w Kołobrzegu oraz uzyskali wyróżnienie na Festiwalu Piosenki Studenckiej w Krakowie. Z zespołem wydał pięć albumów studyjnych: The Breakthru (2007), Playing with Pop (2009), The B.O.M.B. (2011), Mental House (2014) i 5 (2019). 24 stycznia 2020 wystąpił podczas koncertu charytatywnego Artyści dla Mai, który odbył się w warszawskim klubie „Stodoła”.

## Działalność pozamuzyczna
Wraz z Aleksandrem Milwiwem-Baronem, gitarzystą Afromental, brali udział w programie TVP2 Bitwa na głosy (2012), a także byli trenerami w programach: The Voice of Poland (2013–2017, od 2019) i The Voice Kids (2018–2025). Ponadto, 23 kwietnia 2015 poprowadzili 21. galę wręczenia nagród polskiego przemysłu fonograficznego Fryderyki 2015, a 21 marca 2019 zostali ogłoszeni ambasadorami kampanii społecznej Fundacji Orange pod hasłem #jestnaswiecej. 3 lutego 2020 wraz z Aleksandrem Milwiwem-Baronem otrzymał Telekamerę „TeleTygodnia ” 2020 w kategorii „Juror”. Z kolei w 2022 roku otrzymali Telekamerę w kategorii „Juror 25-lecia”.

## Dyskografia
Single
| Tytuł                                           | Rok  | Pozycja na liście | Album         |
| Tytuł                                           | Rok  | SLiP              | Album         |
| ----------------------------------------------- | ---- | ----------------- | ------------- |
| Mrozu – "Jak nie my to kto" (gościnnie: Tomson) | 2014 | 9                 | Rollercoaster |

Notowane utwory
| Tytuł                                                         | Rok  | Pozycja na liście | Album                      |
| Tytuł                                                         | Rok  | SLiP              | Album                      |
| ------------------------------------------------------------- | ---- | ----------------- | -------------------------- |
| Ten Typ Mes – "Na dnie" (gościnnie: Tomson, Stasiak, Małolat) | 2013 | 50                | Ten Typ Mes i Lepsze Żbiki |
| Eldo – „Ms Batory” (gościnnie: Tomson)                        | 2014 | 43                | Chi                        |

Inne
| Album                                      | Rok  | Utwór                                                                                         | Źródło |
| ------------------------------------------ | ---- | --------------------------------------------------------------------------------------------- | ------ |
| K2F – Nie zatrzymasz nas                   | 2002 | „Nauczyłem się życia” (gościnnie: Tomson)                                                     | [ 21 ] |
| 834 – Chcę to mieć                         | 2005 | „Chcę to mieć” (gościnnie: Tomson)                                                            | [ 22 ] |
| 834 – Kolumny płoną                        | 2006 | „Dziex” (gościnnie: Tomson, DJ Woda)                                                          | [ 23 ] |
| Sokół feat. Pono i Franek Kimono – W aucie | 2008 | „W aucie” (Jazzboy Rmx) (gościnnie: Fred, Tomson) „W aucie” (Jazzboy Rmx) (gościnnie: Tomson) | [ 24 ] |
| EastWest Rockers – Jedyna broń             | 2008 | „Graj w to” (gościnnie: Tomson, Grubson, DJ Romi)                                             | [ 25 ] |
| VNM – Niuskul Mixtape 2009                 | 2009 | „Marzyciele” (gościnnie: Tomson)                                                              | [ 26 ] |
| VNM – De Nekst Best                        | 2011 | „Chora ambicja” (gościnnie: Tomson)                                                           | [ 27 ] |
| Buczer – Podejrzany O Rap: Mixtape Vol.3   | 2011 | „Lubię to” (gościnnie: Zelo, Tomson)                                                          | [ 28 ] |
| Endefis – Taki będę                        | 2012 | „Gorączka warszawskiej nocy” (gościnnie: Tomson)                                              | [ 29 ] |
| VNM – Etenszyn: Drimz Kamyn Tru            | 2012 | „Tęcze” (gościnnie: Tomson)                                                                   | [ 30 ] |
| Kobra, Bezczel – 0,7 na dwóch              | 2012 | „Rockstars” (gościnnie: PTP, Tomson)                                                          | [ 31 ] |
| RaggaBangg – RaggaBangg                    | 2012 | „Piramida uczuć” (gościnnie: Tomson, Kasia Metza)                                             | [ 32 ] |
| Enej – Folkhorod                           | 2012 | „United” (gościnnie: Łozo, Tomson)                                                            | [ 33 ] |
| 834 – Elbląg Bejbi                         | 2012 | „Hipochondryk” (gościnnie: Tomson, Niger)                                                     | [ 34 ] |
| Zawodnik, Kesz, ToudDogg – Bękarty rap gry | 2013 | „Zabiorę cię wyżej” (gościnnie: Tomson, Mrozu)                                                | [ 35 ] |
| Ten Typ Mes – Ten Typ Mes i Lepsze Żbiki   | 2013 | „Na dnie” (gościnnie: Tomson, Stasiak, Małolat)                                               | [ 36 ] |
| Zelo – Hrabia                              | 2013 | „Hrabia” (gościnnie: Zawik, Tomson)                                                           | [ 37 ] |
| VNM – ProPejn                              | 2013 | „Obiecaj mi” (gościnnie: Tomson)                                                              | [ 38 ] |
| Mrozu – Rollercoaster                      | 2014 | „Jak nie my to kto” (gościnnie: Tomson)                                                       | [ 39 ] |
| Eldo – Chi                                 | 2014 | „MS Batory” (gościnnie: Tomson)                                                               | [ 40 ] |
| Czarny HIFI – Nokturny & demony            | 2014 | „Demony” (gościnnie: Ten Typ Mes, VNM, Tomson)                                                | [ 41 ] |
| Rasmentalism – Wyszli coś zjeść            | 2015 | „Na horyzoncie” (gościnnie: Tomson)                                                           | [ 42 ] |
| Rap najlepszej marki vol. 2 (kompilacja)   | 2016 | Dwa Sławy, Bezczel, Tomson, DrySkull – „Chce się żyć”                                         | [ 43 ] |

## Teledyski
| Tytuł                                                                               | Rok  | Reżyseria       | Album            | Źródło |
| ----------------------------------------------------------------------------------- | ---- | --------------- | ---------------- | ------ |
| 21 Allstars – „Powinnaś być ze mną” (gościnnie: Łozo, Tomson, Ten Typ Mes, Martina) | 2009 | Piotr Turek     | –                | [ 44 ] |
| VNM – „Obiecaj mi” (gościnnie: Tomson)                                              | 2013 | Toczy Videos    | ProPejn          | [ 45 ] |
| Eldo – „Ms Batory” (gościnnie: Tomson, DJ Hubson)                                   | 2013 | Toczy Videos    | Chi              | [ 46 ] |
| VNM – „Tomek” (gościnnie: Tomson)                                                   | 2019 | Oskar Kozłowski | Czuz Tu Daj Najs |        |

## Filmografia
| Rok  | Tytuł                                          | Rola | Reżyser                              |
| ---- | ---------------------------------------------- | --- | ------------------------------------ |
| 2009 | Kochaj i tańcz                                 | wykonanie utworów: „Fight For Your Life”, „Love is the Right Weapon”, „Mambo no. 4”, „Hit the Dance Floor”, „Pray 4 Love” | Bruce Parramore                      |
| 2010 | Och, Karol 2                                   | tekst do piosenki „Rock&Rollin’ Love”                                                                                     | Piotr Wereśniak                      |
| 2011 | Śniadanie do łóżka                             | tekst do piosenki „Rock&Rollin’ Love”                                                                                     | Krzysztof Lang                       |
| 2011 | Los numeros                                    | wykonanie piosenki „Get the Money”                                                                                        | Ryszard Zatorski                     |
| 2011 | Listy do M.                                    | wykonanie piosenek: „Easter Bunny”, „Jingle Bells (One Horse Open Sleigh)”                                                | Mitja Okorn                          |
| 2012 | Uprising44: The Silent Shadows (gra wideo)     | Janusz (głos) | Jacek Kwiecień                       |
| 2015 | Listy do M. 2                                  | wykonanie piosenki „Jingle Bells (One Horse Open Sleigh)”                                                                 | Maciej Dejczer                       |
| 2016 | Planeta singli                                 | wykonanie piosenki „Born to Be Wild”                                                                                      | Mitja Okorn                          |
| 2016 | Pitbull. Niebezpieczne kobiety                 | wykonanie piosenki „Fu**in’ Bi*ch”                                                                                        | Patryk Vega                          |
| 2017 | Drunk history – pół litra historii (serial TV) | narrator | Jan Macierewicz, Bartosz Prokopowicz |